# Éthique sociale
 (décembre 2021).
Si vous disposez d'ouvrages ou d'articles de référence ou si vous connaissez des sites web de qualité traitant du thème abordé ici, merci de compléter l'article en donnant les références utiles à sa vérifiabilité et en les liant à la section « Notes et références ».
L´éthique sociale est la branche de l´éthique qui s'intéresse, non pas aux actions des individus, mais aux groupes, instances sociales et institutions. Cette discipline philosophique se distingue de la morale sociale et s'intéresse à la manière dont nous devons organiser collectivement notre société plutôt qu'à la manière dont chacun de nous doit se comporter en son sein.

## Introduction
L'éthique sociale appartient à l'éthique appliquée mais aussi à l'éthique normative. Elle relève de l'éthique appliquée dans la mesure où elle traite de problèmes et questions éthiques spécifiques et concrètes. Mais elle relève de l'éthique normative car, à la différence de l'éthique descriptive qui (entre autres) analyse les codes moraux des instances et institutions sociales, l'éthique sociale se demande jusqu'à quel point les ensembles institutionnels sont justes et s'ils ne peuvent pas être réformés.
Le mot « social » peut s'interpréter dans le sens des relations du travail. C'est essentiellement dans cette acception que le droit du travail a été élaboré depuis la deuxième moitié du XIXe siècle avec l'élaboration des grandes lois sociales (Albert de Mun).
Depuis les années 1980-1990 est apparue la notion de développement durable, qui comporte trois piliers : environnement, social, économique. Le développement durable s'applique aussi bien aux organismes publics qu'aux entreprises. Ces dernières ont été priées de définir des chartes éthiques. Dans ce sens, l'éthique des affaires serait un croisement entre une éthique de l'environnement, une éthique sociale, et une éthique financière.
Une autre question qui se pose est donc celle du sens du mot « social ». Il peut aussi s'entendre dans un sens plus large, en incluant les parties prenantes d'une entreprise ou d'une administration publique, du fait que, dans un esprit de « responsabilité sociétale », les entreprises doivent rendre compte des conséquences sociales et environnementales de leur activité, selon la loi relative aux nouvelles régulations économiques (NRE, 2001) en France.
La langue française rend assez bien compte de cette différence sémantique. On a introduit depuis l'an 2000 environ le terme « sociétal », pour le distinguer du mot social. Les questions sociétales rendent compte de l'impact sur la société en général, et non pas seulement sur les activités internes d'une entreprise qui relèvent plutôt du « social ».

## Éthique sociale et morale
Dans la théologie morale catholique, on estime que la morale sociale fait partie, avec la morale individuelle, de la morale "sectorielle". Elle se distingue de la notion d'éthique. La morale sociale définit ce qui est "acceptable" et "inacceptable" alors que l'éthique sociale sépare ce qui est "faisable" de ce qui est "non-faisable". 
Les valeurs idéologiques de la morale sociale sont parfois confondues avec les principes de la laïcité sociale.   

### Articles liés
- Éthique
- Éthique normative
- Éthique appliquée
- Droit du travail
- Responsabilité sociétale des entreprises
- Théologie morale